# ジャンパオロ・ダラーラ
ジャンパオロ・ダラーラ（伊:Giampaolo Dallara、英:Gian Paolo Dallara、1936年11月16日 - ）は、イタリア出身の自動車技術者、実業家。自動車企業「ダラーラ・アウトモビリ」の創業者。
青年期には母国自動車メーカーの要職を歴任し、特にランボルギーニにて高い実績を積む。レース活動実現のため、1972年に自ら起業しモータースポーツに進出。以来、各分野にフォーミュラカーを供給する一大企業に育て上げた。

## 略歴

### スーパーカー開発
パルマ県ヴァラーノ・デ・メレガーリ出身。ミラノ工科大学で航空力学を専攻し、1959年に博士号を取得して母国の自動車メーカー『フェラーリ』に入社。モータースポーツの仕事に携わり、カルロ・キティの下でエンジニアリング・アシスタントを担当した。1年半後には『マセラティ』へ移籍し、カーレースのブランドから撤退するまで在社。
1963年、新興メーカーであった『ランボルギーニ』にスカウトされ、チーフエンジニアの地位に就く。ここで同僚のパオロ・スタンツァーニやボブ・ウォレス、マルチェロ・ガンディーニ（ベルトーネ社）らと共同で、初期の代表車種である「ミウラ」や「エスパーダ」などを開発した。
さらに本人は、フェラーリやマセラティ時代に体験したフォーミュラカーの開発や、ミウラでのレース参戦を熱望。しかし社長のフェルッチオ・ランボルギーニにはレース参戦の意思はなく、このことが原因で1968年にランボルギーニを退社し、実現のために1969年から『デ・トマソ』に移籍する。
ここでF2マシンやフランク・ウィリアムズ（後のウィリアムズF1チーム代表）率いる『フランク・ウィリアムズ・レーシングカーズ』のF1マシン設計を担当した。しかし開発した「デ・トマソ・505/38」は性能が不足しており、1970年のF1世界選手権で死亡事故が起きてしまう。デ・トマソはプロジェクトから手を引き、本人は大きな挫折を味わった。

### モータースポーツ・コンストラクターとしての成功
やがてデ・トマソを離れ、1972年に地元パルマ県にて起業し、自動車開発メーカー『ダラーラ・アウトモビリ』を設立した。初期は国内向けの小排気量スポーツカーを発表しながら、ランチア・ストラトス（グループ4）やランチア・ベータ・モンテカルロ（グループ5）など外部企業の開発コンサルタントを請け負う。
フォーミュラカーの分野においては、デ・トマソ時代に縁のあったフランク・ウィリアムズ・レーシングカーズの仕事を請け負い、F1マシンの改修に協力。後の同チーム冠名F1マシン「ウィリアムズ・FW」シリーズの誕生に貢献した。そして1978年よりF3シャーシの製造・販売市場に参入し、F3初のカーボンモノコックを開発。ラルトやレイナードとのシェア争いを経て、1990年代末にはダラーラの寡占状態を実現する。2000年代以降、フォーミュラレースで車体のワンメイク化が進行すると、GP2（→FIA F2）、GP3（→FIA F3）などの下位カテゴリーにおいて、独占供給するまでに会社を成長させた。
F1にはチーム『スクーデリア・イタリア』と提携し、1988年よりコンストラクターとして参戦。その後は、米国のインディカー・シリーズや耐久レースの分野にも供給を拡大させ、2000年代にはル・マン耐久シリーズに出場するプロジェクトを指揮。2010年代はスーパーフォーミュラやフォーミュラEへの供給も開始。さらには念願だったロードカーの開発に着手し、2017年に初の自社製市販車「ダラーラ・ストラダーレ」を発表している。
社外の役員としては、1980年代からイタリア・モータースポーツ委員会に属し、1996年に副会長に就任。1998年には、国際自動車連盟 (FIA) のイタリア代表委員に選出されている。表彰に関しても数多く、2013年には母国の栄誉「イタリア共和国功労勲章」（グランデ・ウッフィチャーレ）を受勲した。

## 開発に関わった主な車種
ロードカー (市販車)
- ランボルギーニ・350GT
- ランボルギーニ・400GT
- ランボルギーニ・ミウラ
- ランボルギーニ・エスパーダ
- ランボルギーニ・ハラマ
- デ・トマソ・パンテーラ
- ランチア・ストラトス
- フィアット・X1/9
- ランチア・ベータ・モンテカルロ
- ランチア・ラリー037
- BMW・M1
- ダラーラ・ストラダーレ

スポーツカー (モータースポーツ)
- フェラーリ・250GTエクスペリメンタル（250GTO プロトタイプ）
- フェラーリ・330
- マセラティ・バードケージ
- ダラーラ・1300 / 1600
- ランチア・LC1
- ランチア・LC2
- フェラーリ・333SP
- フェラーリ・F50GT
- トヨタ・GT-One TS020

フォーミュラカー
- クーパー・マセラティ
- デ・トマソ・505/38
- ウィリアムズ・FW
- ダラーラ・F3シリーズ
- ダラーラ・BMS188
- ダラーラ・BMS189
- ダラーラ・BMS190
- ダラーラ・BMS191
- ダラーラ・BMS192
- ホンダ・RA099

ほか多数

## ギャラリー

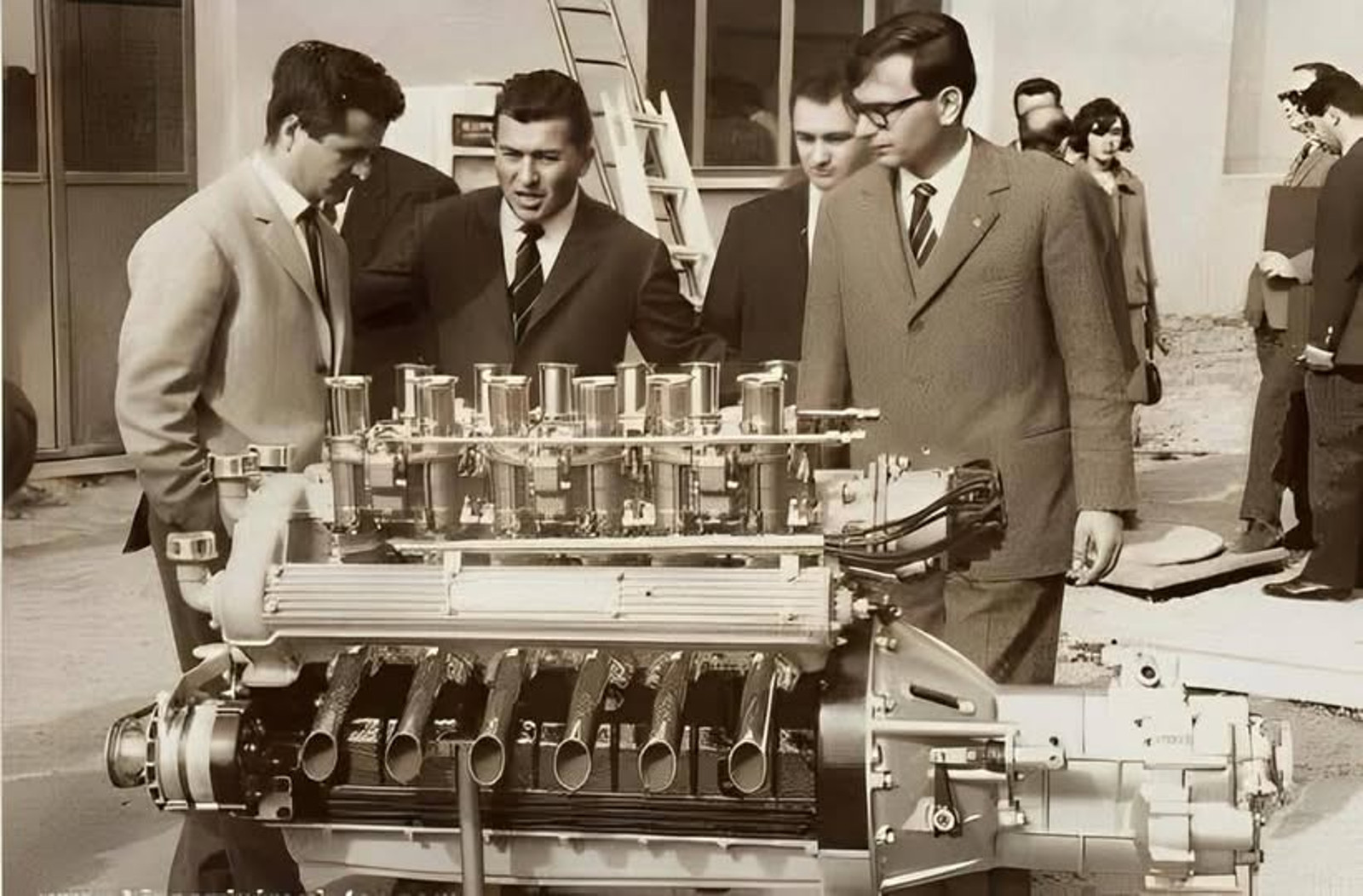
ランボルギーニ時代 - V12エンジンを前にする本人(右)、フェルッチオ・ランボルギーニ(中) 、ジオット・ビッザリーニ(左) 1963年
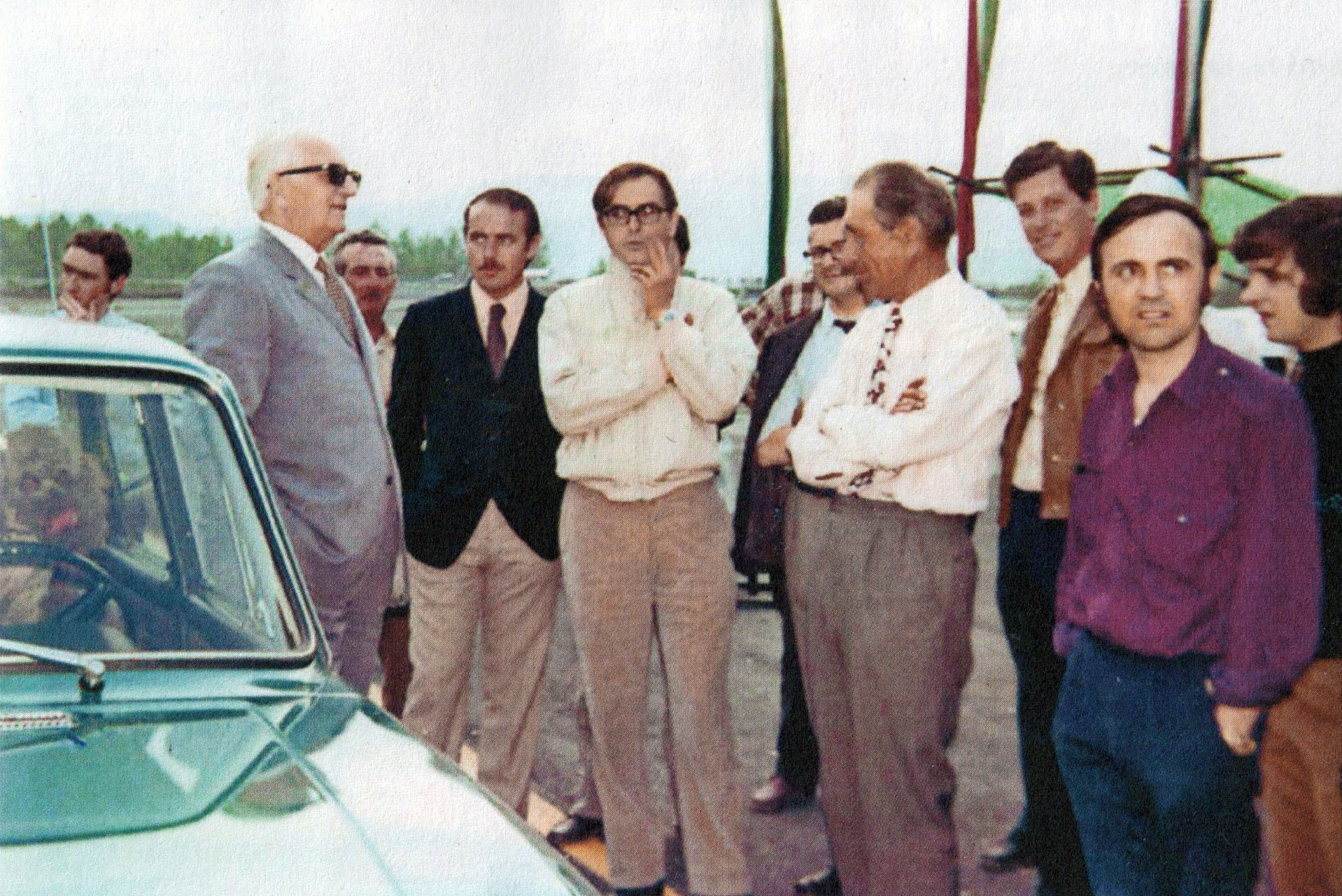
エンツォ・フェラーリ(左)らと談笑(本人・中) 1960年代末
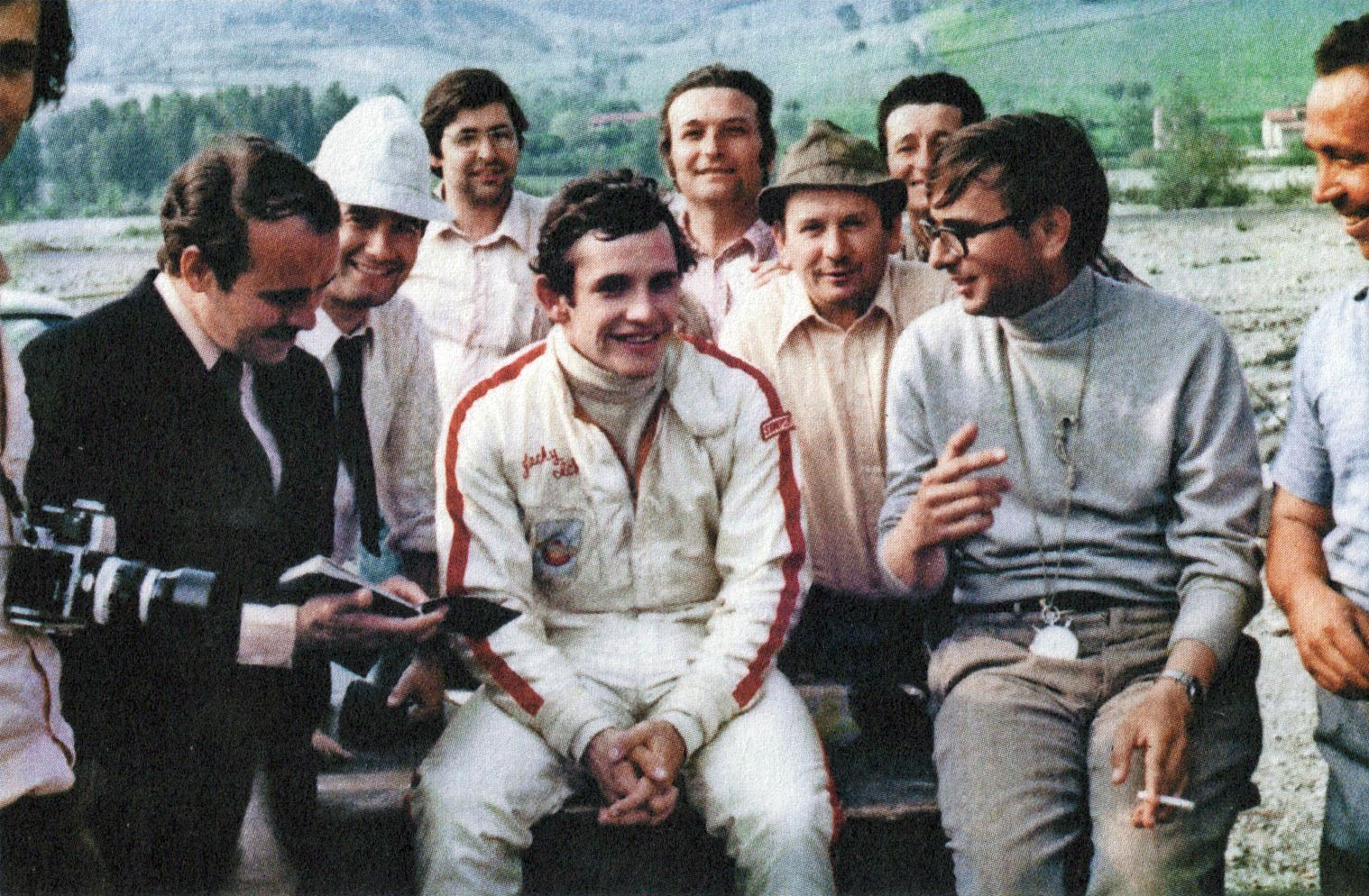
レーサー ジャッキー・イクス(中)と囲み取材(本人・右隣) 1960年代末
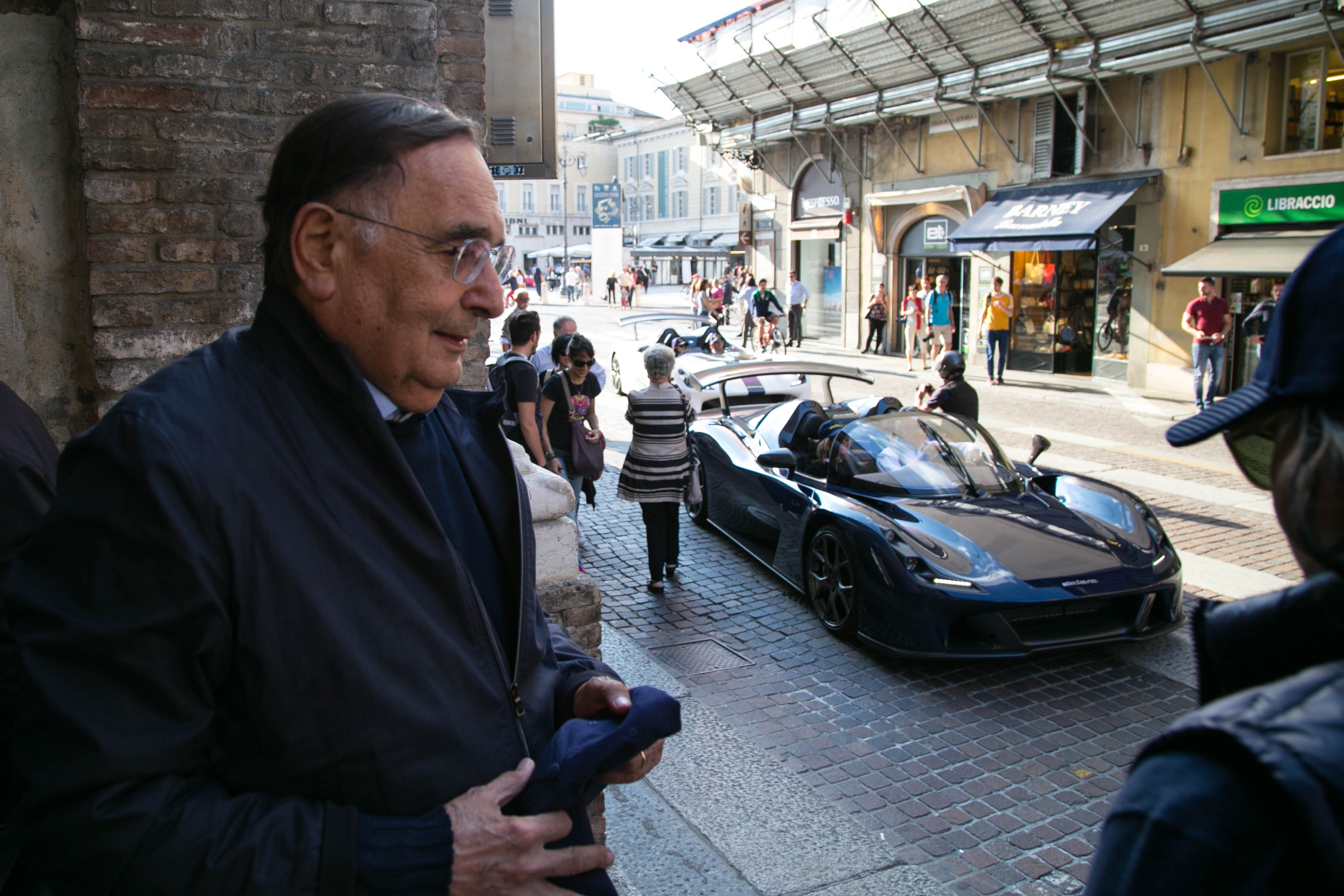
地元のラリーイベントに登場したダラーラ・ストラダーレとのショット(本人・左) 2018年
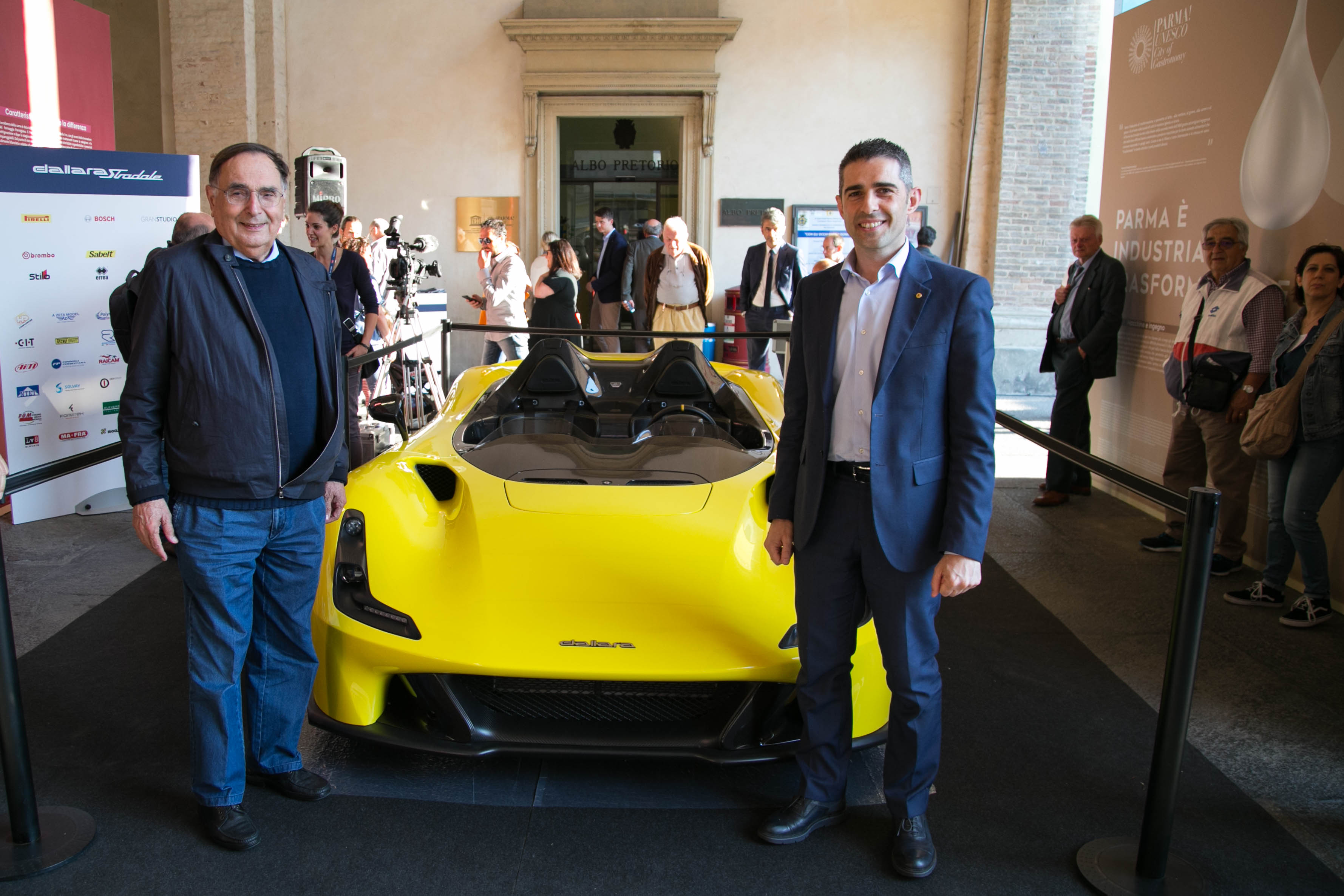
ダラーラ・ストラダーレを後ろに、関係者とのショット(本人・左) 2018年